# 驚聲尖笑2
是一部2001年的美國幽默電影，為《驚聲尖笑》系列的第二部。雖然驚聲尖笑的第一部在上映時曾聲稱「沒有續集」（"...No sequel,"），因此在第二部的宣傳中，有「我們說謊了」（"We lied"）一句，更宣稱這部電影「更無情，更無恥」。電影戲仿了一系列恐怖題材的電影，包括《大法師》、《古屋傳奇》等。

## 劇情
劇情是由第一集存活的兩男兩女切入發展，描述他們重返校園後，在一名瘋狂教授安排下，他們週末前往郊區一棟大宅院進行一個學習計畫，但眾人發現這大宅院很明顯在鬧鬼，而教授則居心叵測的利用這群不聰明的學生，在鬧鬼的宅院裡進行他的實驗。

## 外部連結
- 互联网电影数据库（IMDb）上《驚聲尖笑2》的资料（英文）
- AllMovie上《驚聲尖笑2》的资料（英文）
- Box Office Mojo上《驚聲尖笑2》的資料（英文）
- 爛番茄上《驚聲尖笑2》的資料（英文）
- Metacritic上《驚聲尖笑2》的資料（英文）